# 非游離輻射

非电离辐射的標誌。

非游離輻射（英語：Non-ionizing radiation）是指波長较长、頻率较低、能量低的射線（粒子（主要是光子）或波的双重形式）或电磁波。輻射可分為游離輻射和非游離輻射，非游離輻射无法從（绝大多数）原子或分子裡面游離（ionize）出電子。

## 分类
非游離輻射包括
有熱效應非游離輻射：會產生溫度變化
- 可见光
- 红外线

無熱效應非游離輻射：不會產生溫度變化
- 紫外线
- 无线电波

（详见相关条目）
学科分类上，研究红外线及波长更短的一般称为光学，研究电磁波的为电磁学。
| 分类     | 波长          | 频率            | 光子能量    | 熱 |
| -------- | ------------- | --------------- | ----------- | -- |
| 紫外线   | 400 nm~10 nm  | 0.75PHz~30PHz   | 3.1eV~124eV | ✗  |
| 可见光   | 700 nm~400 nm | 0.43PHz~0.75PHz | 1eV ~ 3.1eV | ❍  |
| 红外线   | 1 mm~700 nm   | 430THz~300 GHz  | 1.24meV~1eV | ❍  |
| 無線電波 | >1 mm         | < 300 GHz       | <1.24meV    | ✗  |

## 产生
任何温度高于热力学温度0K的物质都会发射红外线。变化的电场或磁场可以发射电磁波辐射。

## 传播
非游離輻射可以在介质或真空中传播。真空中非游離輻射皆以直线传播，穿过不同介质时会发生折射和反射。

## 应用
- 通讯
- 光合作用
- 传输能量